# Kecamatan Blang Pegayon
Kecamatan Blang Pegayon (indonesiska: Blang Pegayon) är ett distrikt i Indonesien.   Det ligger i provinsen Aceh, i den västra delen av landet, 1 500 km nordväst om huvudstaden Jakarta.